# Малі сестри Успіння
Малі Сестри Успіння (L.S.A.) — католицька релігійна конгрегація, заснована в Парижі в 1865 році отцем Етьєном Перне, ассумпціоністом, одним з перших сподвижників отця Еммануїла д'Альзона, засновника августинців Успіння , і матір'ю Марією від Ісуса (в миру Антуанетта Фаге, 1824-1883 ), для соціального апостоляту неблагополучних сімей.

## Заснування
Згромадження Малих Сестер Успіння було засновано у 1865 році у Франції на початку індустріалізації, отцем Етьєном Перне, ассумпціоністом і Антуанеттою Фаге для того, щоб «отримати славу Божу через порятунок бідних і малих». В даний час (станом на 2011 рік), вони присутні в 22 країнах на всіх континентах. Поряд з іншими християнами-чоловіками, жінками, і всіма людьми доброї волі вони працюють у солідарності і цілісності служіння, завдяки чому сприяють досягненню і встановленню справедливого миру. 
Конгрегація була присвячене з моменту створення для безкоштовного медичного обслуговування для хворих і бідних у своїх будинках. Визнана у 1875 році архієпископом Парижа, кардиналом Гвіберт, і отримує схвалення від Риму в 1897 і 1901 роках. 
У 1946 році конгрегація складається з центральних губерній; в 1949 році, вона поглинає Бідних Слуг з Португалії (Servas dos Pobres du Portugal); в 1962 році вона поглинула Малих Сестер Єлисейських,які засновані в 1844 році у Гуандалу (Тарн і Гаронна) отцем Жаном-Батістом Марі Делпех (1807-1887).
У 1993 році відбувся формальний поділ, під час якого відокремилися Милосердні Сестри Успіння (S.C.A.).
Нижче навдений список керівників конгрегації: мати Марія від Ісуса Фаге — з 1865 по 1883 рік, мати Марія від Святих Дарів, вона ж Євгенія Якобс (1853-1922) — з 1883 по 1922 рік, мати Марі-Жермен від Ісусі, більше відома як Кетрін Фрідель (1867-1950) — з 1922 по 1946 рік, мати Марі Сент-Елізабет, вона ж Єлизавета Барбе (1890-1979) — з 1946 по 1968 рік, мати Марія-Магдалина Гуделів'є, вона ж Марія-Магдалина Термонт (1920-), настоятелька з 1968 по 1981 рік, мати Марія-Тереза від Євхаристії, також відома як Ширлі Дік (1929-) — з 1981 по 1987 рік, сестра Селін Хон (1935-) — з 1987 по 1999 рік, сестра Мерседес Мартінес (1942-), настоятелька з 1999 року, переобрана в 2005 році.
Було 17 голів у когрегації, що обиралися (чи переобиралися) у наступних роках: 1906, 1909, 1921, 1927, 1933, 1939, 1946, 1952, 1958, 1964, 1968, 1975, 1981, 1987, 1993, 1999 і 2005 роках. 
18-ті головін вибори відбувалися з 1 по 25 червня 2011 року в Парижі (Maison-Mère). Тоді ж новою настоятелькою конгрегації у Франції була обрана Марія-Франсуаза Феліппе. Члени генеральної ради: П'єдад Берріо (Колумбія), Мері Кеенан (Ірландія), Женев'єва Ланглуа (Франція), Євгенія Хуето (Іспанія).
У 2011 році конграгація налічувала 804 сестри , що проживали у 8 провінціяз і 121 громаді. Їх міжнародна експансія була швидко помітна від самого початку розвитку. Далі подано країни, де є конгрегація, і рік її появи: Франція у 1865 році, Англія у 1880 році, Ірландія та США в 1891 році, Бельгія в 1900 році, Італія в 1902 році, Іспанії в 1903 році, Аргентина у 1910 році, Уругвай в 1923 році, Туніс в 1931 році, Канада в 1933 році, в 1940 році Колумбія, Венесуела і Перу, Алжир і Марокко в 1946 році, Португалія і Бразилія в 1949 році, Єгипет у 1951 році, Чилі та Нова Зеландія в 1955 році, Коста-Рика в 1956 році, Болівія в 1957 році, Ліван в 1960 (у лівій частині в 1975), Ефіопія в 1985 році, Південна Африка в 1991 році, Мадагаскар в 1995 році, на Філіппінах в 2001 році і Демократичній Республіці Конго в 2002 році.

## Міста центрів провінцій
- Філадельфія, штат Пенсильванія
- Вустер, Массачусетс
- Дорчестер, Массачусетс
- Східний Гарлем, Нью-Йорк
- Ньюберг, Нью-Йорк
- Уолден, Нью-Йорк